# Wilhelm IV. (Luxemburg)

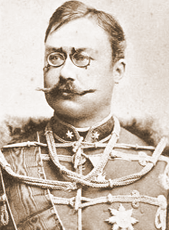
Großherzog Wilhelm IV. von Luxemburg

Wilhelm IV. (* 22. April 1852 auf Schloss Biebrich bei Wiesbaden; † 25. Februar 1912 auf Schloss Berg in Luxemburg) war von 1905 bis zu seinem Tod Großherzog von Luxemburg und Herzog von Nassau.

## Leben
Wilhelm war der älteste Sohn des Herzogs Adolph von Nassau (1817–1905) und dessen Gattin Prinzessin Adelheid Marie von Anhalt-Dessau (1833–1916), Tochter von Prinz Friedrich August und dessen Gattin Prinzessin Marie Luise Charlotte von Hessen-Kassel.
Der spätere Großherzog von Luxemburg verbrachte seine Kindheits- und Jugendjahre im angestammten Herzogtum Nassau. Nach der Annexion des Landes durch Preußen schlug der Erbprinz die Soldatenlaufbahn in der k.u.k. Armee ein.
1871 legte er sein Offiziersexamen in Brünn mit ausgezeichnetem Erfolg ab.
Bereits im November des gleichen Jahres wurde er zum Dragonerleutenant in der Garnison Proßnitz in Mähren ernannt.
Im Jahre 1875 wurde er Rittmeister bei den 9er Husaren im Komitat Stuhlweißenburg, drei Jahre später Major bei den 6er Husaren in Wien und bald darauf bei den 10er Husaren in Maria-Theresiopel.
Als Oberstleutnant 1881 kam er zu den 2er Husaren, dann 1883 als zweiter Oberst zu den Radetzky Husaren in Pardubitz in Böhmen. Nach der späteren Ernennung zum Chef der „Kaiser-Franz-Josef“ Husaren übersiedelte er nach Weißkirchen in Ungarn. Im Jahre 1888 wurde er zum Generalmajor ad honores ernannt und schied aus dem aktiven Dienst der österreichisch-ungarischen Armee aus, nachdem sich nach dem Tod des niederländischen Kronprinzen Alexander 1884 die Perspektive einer Thronbesteigung des Hauses Nassau-Weilburg in Luxemburg abgezeichnet hatte.
Nach der Vereidigung seines Vaters Adolph als Großherzog von Luxemburg im November 1890 nahm der neue Erbgroßherzog diverse offizielle Pflichten wahr, ehe er am 4. April 1902 mit der Ausübung der Amtsgeschäfte des Staatsoberhaupts beauftragt wurde.
Der protestantische Erbgroßherzog Wilhelm heiratete am 21. Juni 1893 die portugiesische Infantin Maria Anna von Braganza, die katholischen Glaubens war. Die sechs Mädchen des erbgroßherzoglichen Paares wurden demzufolge katholisch erzogen, wie der überwiegende Teil der luxemburgischen Bevölkerung.
Durch den Tod seines Vaters am 17. November 1905 wurde Wilhelm IV. fünfter luxemburgischer Großherzog.
Unter der Herrschaft von Großherzog Wilhelm wurde die Thronfolge zugunsten seiner ältesten Tochter Marie-Adelheid abgeändert, da abzusehen war, dass mangels männlichen Nachwuchses sämtliche Linien des Gesamthauses Nassau nach seinem Ableben ausgestorben sein würden.
Diese Neuregelung war nicht unumstritten, da es Erbansprüche von Graf Georg von Merenberg gab. Der Graf war der Sohn des Halbbruders von Großherzog Adolf, Prinz Nikolaus von Nassau, aus dessen morganatischer Ehe mit Nathalie Puschkin.
Von einer schweren Krankheit gezeichnet, ernannte Wilhelm 1908 seine Gemahlin zur Statthalterin im Großherzogtum, bevor Großherzogin Marie-Anne am 13. November 1908 zur Regentin bestimmt wurde. Dieses Amt bekleidete die Großherzogin bis zum Tod Großherzog Wilhelms am 25. Februar 1912, bevor sie eine zweite Regentschaft bis zur Volljährigkeit ihrer Tochter Großherzogin Marie-Adelheid ausübte.
Wilhelm ist in der Fürstengruft der Weilburger Schlosskirche beigesetzt.

## Nachkommen
Wilhelm IV. heiratete am 21. Juni 1893 Infantin Maria Anna von Portugal; mit ihr hatte er sechs Töchter:
1. Marie Adelheid (1894–1924), Großherzogin von Luxemburg
2. Charlotte (1896–1985), Großherzogin von Luxemburg, ⚭ Prinz Felix von Bourbon-Parma (1893–1970)
3. Hilda (1897–1979) ⚭ Adolph Fürst zu Schwarzenberg (1890–1950)
4. Antonia (1899–1954) ⚭ Kronprinz Rupprecht von Bayern (1869–1955)
5. Elisabeth (1901–1950) ⚭ Prinz Ludwig Philipp von Thurn und Taxis (1901–1933)
6. Sophie (1902–1941) ⚭ Prinz Ernst Heinrich von Sachsen (1896–1971)

Der seit dem Jahr 2000 als Großherzog von Luxemburg amtierende Henri von Nassau ist der Urenkel von Wilhelm IV. von Luxemburg.